# الخطوط الجوية الشرقية الرحلة 66
إيسترن أيرلاينز الرحلة 66 طائرة بوينغ 727-225 كانت تحمل علي متنها 116 راكبا و8 من أفراد الطاقم من نيو اورليانز إلي نيويورك في 24 يونيو 1975 بقيادة الكابتن جون واين كليفن البالغ من العمر 54 عاما ذات خبرة مع الجيش الأمريكي لمدة 3 سنوات وطيارا للشركة لمدة 32 عاما والمساعد أول ويليام آبرهارت البالغ من العمر 34 عاما ذات خبرة طيران للشركة لمدة 9 سنوات ومهندس الرحلة بيتر جون ماكولا البالغ من العمر 33 عاما ذات خبرة طيران للشركة لمدة 5 سنوات ومدرب مهندس الرحلة غاري مايكل جوارين الأب البالغ من العمر 31 عاما ذات خبرة طيران للشركة لمدة 7 سنوات وقتل 113 شخصا ونجا 10 ركاب ومضيفة واحدة بجراح خطرة وكان سبب الحادث مطب جوي.